# San Martín (distrito de El Dorado)
San Martín é um distrito do Peru, departamento de San Martín, localizada na província de El Dorado.

## Transporte
O distrito de San Martín é servido pela seguinte rodovia:
- SM-100, que liga o distrito de San Jose de Sisa à cidade de Moyobamba
- SM-101, que liga o distrito à cidade de Alonso de Alvarado [1][2][3]